# Dericorys tibialis
Dericorys tibialis is een rechtvleugelig insect uit de familie Dericorythidae. De wetenschappelijke naam van deze soort is voor het eerst geldig gepubliceerd in 1773 door Pallas.